# Nanny Hammarström
Nanny Matilda Hammarström, född 23 mars 1870 i Vasa, död 3 december 1953 i Lovisa, var en finländsk lärare och författare.
Hammarström undervisade i matematik, naturalhistoria och geografi vid läroverk i Gamlakarleby (1890–1891), Mariehamn (1895–1900) och Lovisa (1900–1943). Hon var mångsidigt kommunalt och socialt verksam i Lovisa; bland annat tillhörde hon stadsfullmäktige 1919–1923 och var från 1930 ordförande i direktionen för stadsbiblioteket.
Hammarström blev främst känd som författare av barnböcker med naturmotiv. Hennes elva sagoböcker gick ut i stora upplagor. Redan med debuten Två myrors äventyr (1906) slog hon igenom också internationellt. Boken översattes till finska, norska, tyska, engelska och ryska. Därefter följde bland annat Vårvindarnas färd (1929), en naturskildring, där hon låter sunnanvinden berätta om allt den möter på sin färd norrut. Böckerna handlar om naturens och djurens liv och samspel, och de är illustrerade av henne själv. År 1979 kom Två myrors äventyr och Svalparet Hirundo (1915) i nyutgåva. Böckerna Barn och vuxna I–II, utgivna 1918–1920, handlar om författarens egen familj.